# Fabrizio Ferracane
Fabrizio Ferracane, né le 13 juillet 1975 à Mazara del Vallo (Italie), est un acteur italien.
Acteur essentiellement de théâtre, il a également travaillé occasionnellement au cinéma notamment dans Malèna de Giuseppe Tornatore et dans Les Âmes noires de Francesco Munzi et dans diverses séries télévisées à succès comme Commissaire Montalbano, Corleone, Squadra antimafia - Palermo oggi 2, Il tredicesimo apostolo - La rivelazione et La compagnia del cigno.

## Filmographie

### Courts métrages
- 2012 : Ecovanavoce de Tommaso Urciuolo
- 2017 : Ieri e domani de Lorenzo Sepalone
- 2017 : L'attrazione gravitazionale del professor D. de Marco Santi

### Cinéma
- 2000 : Malèna de Giuseppe Tornatore
- 2003 : Andata e ritorno (it) d'Alessandro Paci
- 2013 : L'ultima foglia de Leonardo Frosina
- 2014 : Les Âmes noires (Black anime) de Francesco Munzi
- 2015 : Uno per tutti de Mimmo Calopresti
- 2015 : Fantasticherie di un passeggiatore solitario (it) de Paolo Gaudio
- 2016 : Senza lasciare traccia (it) de Gianclaudio Cappai
- 2016 : Ho amici in Paradiso (it) de Fabrizio Maria Cortese
- 2017 : La terra buona (it) d'Emanuele Caruso
- 2017 : Après la guerre d'Annarita Zambrano
- 2017 : Ninna Nanna (it) d'Enzo Russo et Dario Germani
- 2017 : L'Ordre des choses d'Andrea Segre
- 2019 : Le Traître (Il traitore) de Marco Bellocchio
- 2021 : Ariaferma de Leonardo di Costanzo
- 2022 : Leonora addio de Paolo Taviani

## Récompenses et distinctions
- David di Donatello 2015 : nomination au prix du meilleur acteur pour Les Âmes noires (Anime nere)
- Ruban d'argent 2015 : nomination au prix du meilleur acteur pour Les Âmes noires (Anime nere)
- Golden Globes 2015 : nomination au prix du meilleur acteur pour Les Âmes noires (Anime nere)
- Ruban d'argent 2019 : prix du meilleur acteur dans un second rôle pour Le Traître (Il traditore)